# بينجامين غونزاليس
بينجامين غونزاليس (بالإسبانية: Benjamín González)‏ هو منافس ألعاب قوى إسباني، ولد في 12 أبريل 1958 في مدريد في إسبانيا، وتوفي في 6 يونيو 2011 في أباداينو في إسبانيا.

## وصلات خارجية
- بينجامين غونزاليس على موقع الاتحاد الدولي لألعاب القوى (الإنجليزية)
- بينجامين غونزاليس على موقع أوليمبيديا (الإنجليزية)